# Białoruś na Mistrzostwach Świata w Lekkoatletyce 2017
Białoruś na Mistrzostwach Świata w Lekkoatletyce 2017 – reprezentacja Białorusi podczas mistrzostw świata w Londynie liczyła 16 zawodników, którzy nie zdobyli żadnego medalu.

## Skład reprezentacji
Mężczyźni
| Zawodnik            | Konkurencja   | Finał    | Finał   |
| Zawodnik            | Konkurencja   | Rezultat | Pozycja |
| ------------------- | ------------- | -------- | ------- |
| Dzmitry Dziubin     | chód na 20 km | 1:25:41  | 49.     |
| Alaksandr Lachowicz | chód na 20 km | 1:21:39  | 28.     |

| Zawodnik            | Konkurencja    | Kwalifikacje | Kwalifikacje | Finał | Finał   |
| Zawodnik            | Konkurencja    | Wynik        | Pozycja      | Wynik | Pozycja |
| ------------------- | -------------- | ------------ | ------------ | ----- | ------- |
| Aleksiej Niczypar   | pchnięcie kulą | 19,54        | 28.          | NQ    | NQ      |
| Pawieł Barejsza     | rzut młotem    | 75,98        | 4. Q         | 75,86 | 9.      |
| Siarhiej Kałamojec  | rzut młotem    | 71,90        | 22.          | NQ    | NQ      |
| Zachar Machrosienka | rzut młotem    | 72,58        | 18.          | NQ    | NQ      |
| Pawieł Mialeszka    | rzut oszczepem | 75,33        | 27.          | NQ    | NQ      |

Kobiety
| Zawodniczka        | Konkurencja                | Eliminacje | Eliminacje | Półfinał | Półfinał | Finał    | Finał   |
| Zawodniczka        | Konkurencja                | Rezultat   | Pozycja    | Rezultat | Pozycja  | Rezultat | Pozycja |
| ------------------ | -------------------------- | ---------- | ---------- | -------- | -------- | -------- | ------- |
| Maryna Arzamasawa  | bieg na 800 metrów         | 2:01,92    | 24.        | NQ       | NQ       | NQ       | NQ      |
| Elwira Herman      | bieg na 100 m przez płotki | 13,01      | 17. Q      | 13,16    | 19.      | NQ       | NQ      |
| Alina Tałaj        | bieg na 100 m przez płotki | 12,88      | 8. Q       | 12,85    | 7. Q     | 12,81    | 6.      |
| Nastassia Jacewicz | chód na 20 km              | —          | —          | —        | —        | 1:32:22  | 26.     |

| Zawodniczka          | Konkurencja    | Kwalifikacje | Kwalifikacje | Finał | Finał   |
| Zawodniczka          | Konkurencja    | Wynik        | Pozycja      | Wynik | Pozycja |
| -------------------- | -------------- | ------------ | ------------ | ----- | ------- |
| Iryna Żuk            | skok o tyczce  | NM           | –            | NQ    | NQ      |
| Alona Dubicka        | pchnięcie kulą | 17,68        | 14.          | NQ    | NQ      |
| Julija Leanciuk      | pchnięcie kulą | 18,01        | 7. q         | 18,12 | 7.      |
| Hanna Małyszczyk     | rzut młotem    | 72,79        | 4 Q          | 69,43 | 10.     |
| Tacciana Chaładowicz | rzut oszczepem | 62,58        | 11. q        | 64,05 | 6.      |